# 1 E2 m
Pour aider à comparer les ordres de grandeur des différentes longueurs, voici une liste de longueurs de l'ordre de 102 m, soit 100 m :
- 60 m : 60 mètres (athlétisme)
- 100 m correspondent :
  - à un hectomètre
  - au côté d'un carré d'une superficie d'1 hectare
  - à une distance que peu d'hommes peuvent courir en moins de 10 secondes, voir 100 mètres (athlétisme)
- 105 m : longueur d'un terrain de football
- 112,34 m : hauteur du plus grand arbre du monde, un séquoia à feuilles d'if
- 128,1 m : hauteur du manège de montagnes russes le plus haut du monde, le Top Thrill Dragster à Cedar Point près de Sandusky, Ohio, États-Unis
- 137 m : hauteur de la Grande pyramide de Gizeh
- 150 m : 150 mètres (athlétisme)
- 187 m : plus courte longueur d'onde de la bande AM, 1 600 kHz
- 200 m : 200 mètres (athlétisme)
- 300 m : 300 mètres (athlétisme)
- 310 m : profondeur maximale du lac Léman
- 317 m : hauteur de la Tour Eiffel
- 340 m : la distance traversée par le son dans l'air au niveau de la mer en une seconde, voir vitesse du son
- 390 m : hauteur de l'Empire State Building
- 400 m : 400 mètres (athlétisme)
- 417 m : hauteur du World Trade Center avant les attaques terroristes du 11 septembre
- 443 m : hauteur de la Willis Tower, le plus haut gratte-ciel des États-Unis de 1973 à 2013
- 500 m : 500 mètres (athlétisme)
- 508 m : hauteur de la tour Taipei 101, le plus grand gratte-ciel du monde jusqu'à 2007
- 541 m : (1776 pied), hauteur de la Freedom Tower sur le site du World Trade Center
- 553,33 m : hauteur de la Tour CN, la plus grande structure au monde jusqu'à 2008
- 555 m : la plus longue longueur d'onde de la bande AM, 540 kHz
- 881 m : hauteur de la tour Burj Khalifa, le plus haut gratte-ciel du monde